# Parque Nacional de Langtang
O Parque Nacional de Langtang é uma área protegida do Nepal, estabelecida em 1976 para a conservação da fauna e flora da região, que possuem características únicas. Trata-se do primeiro parque nacional a ter sido criado nas montanhas no Nepal.
O parque tem uma área de 1808 m2, e se estende pelos distritos de Nuwakot, Rasuwa, e Sindhupalchowk, que se localizam no sul do Nepal, fazendo fronteira com o Tibete (hoje China). O parque se encontra relativamente próximo da capital Kathmandu, na região central do Himalaia. Em 1998, uma área adicional de 420 quilómetros quadrados em torno do parque foi declarado como uma zona tampão. O parque representa uma confluência entre os domínios dos Indo-Malayan e Palearctic, e detém uma rica biodiversidade.

## Flora e fauna
Vegetação sub tropical caracterizada pela presença das florestas de Sal (Shorea robusta) na secção meridional do parque (2000-2600m), que está sendo gradualmente retomadas pela florestas, constituídas por pinho, Rhododendron, e amieiro nepalês. A zona temperada (2.600-3.000 metros) é coberta principalmente por florestas de carvalhos, que vão sendo substituídos gradualmente por florestas antigas de alerces, abetos-prateados e pinheiros do gênero Tsuga na zona sub-alpina inferior (3.000-3.600 metros). O Nepal larch (Larix nepalensis), a única conífera na região, encontra-se neste parque e em pouquissimos outros lugares.

## Galeria

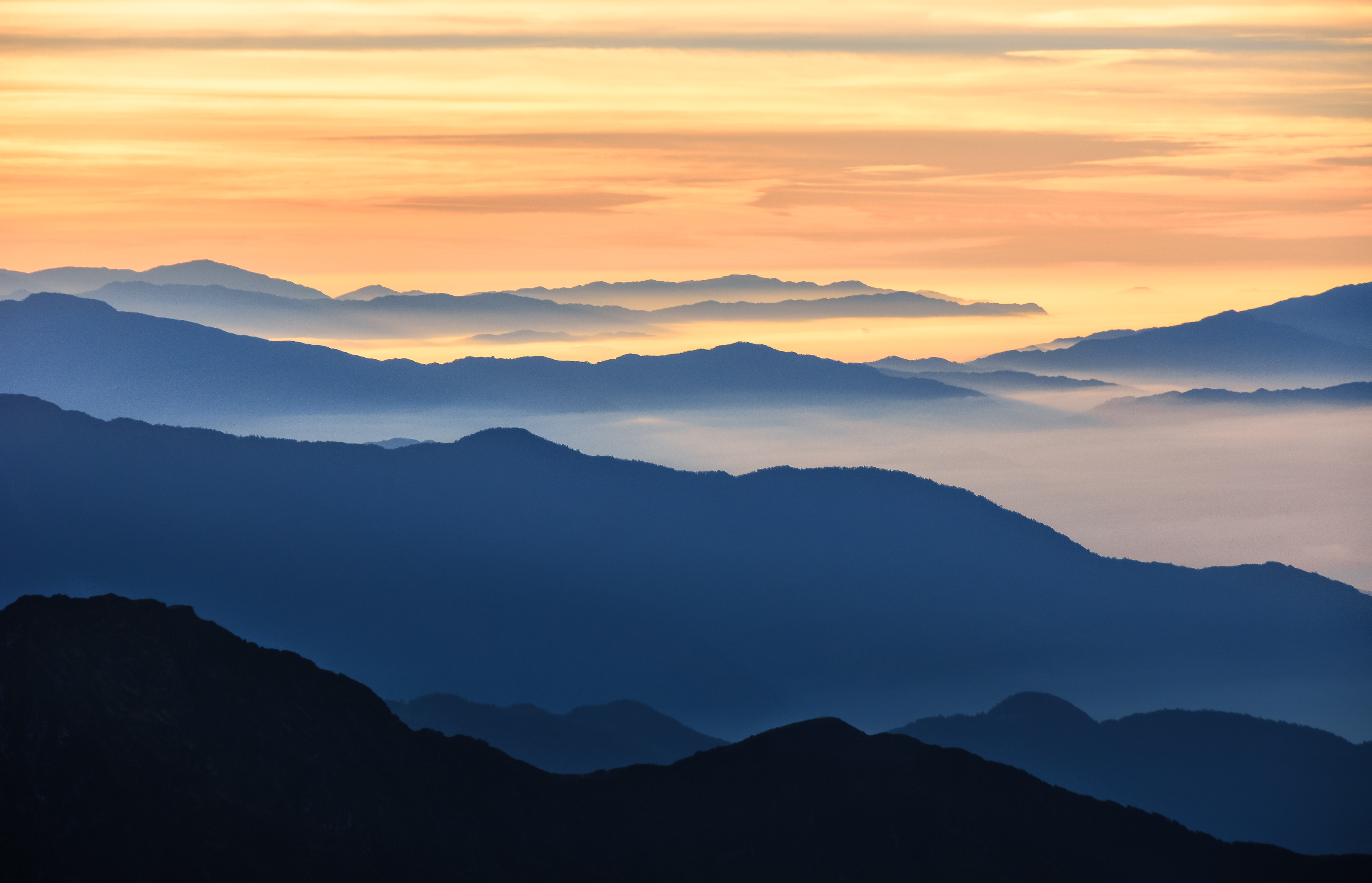
Amanhecer no parque nacional de Langtang.
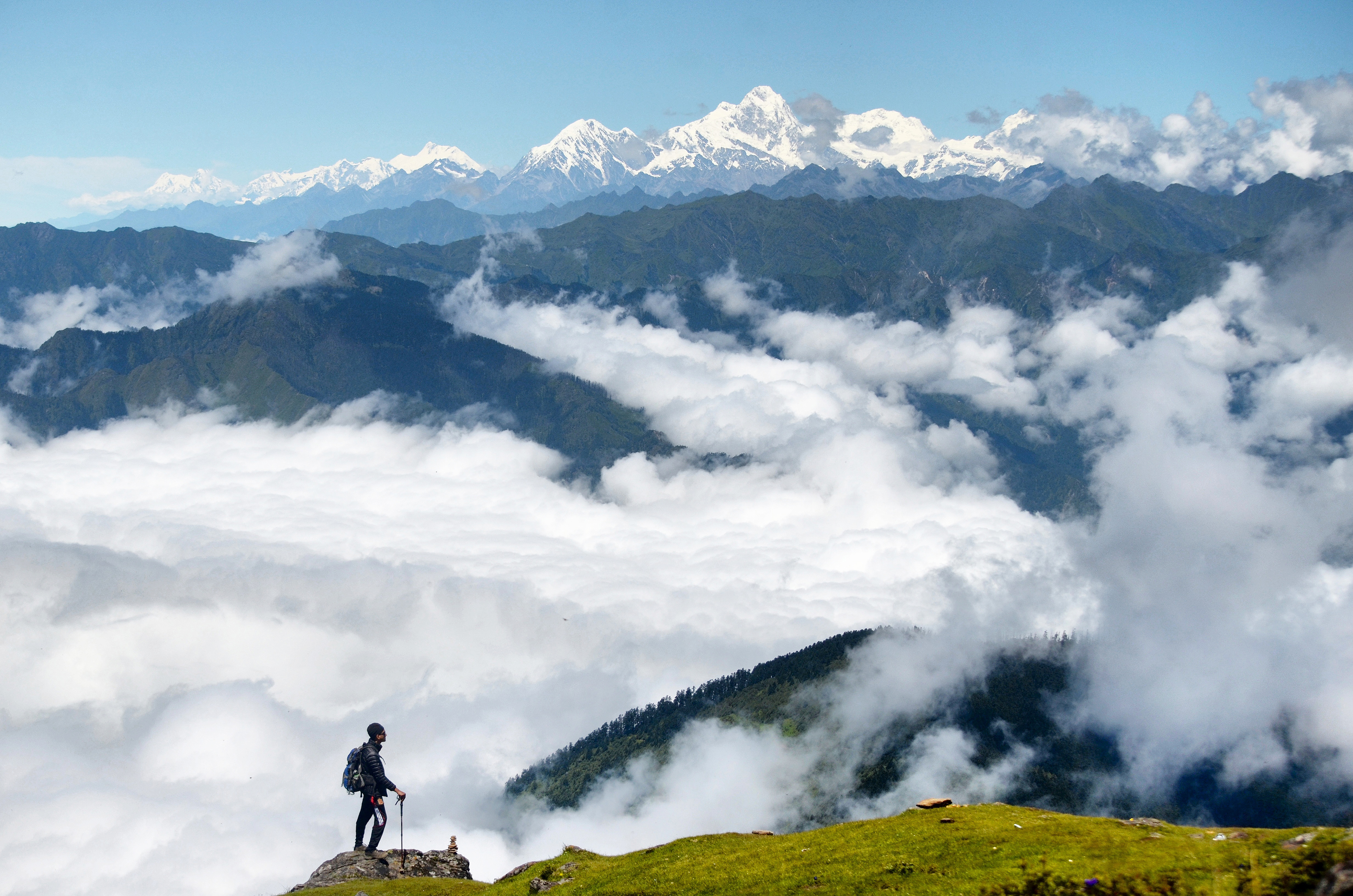
Um montanhista desfrutando da beleza de Langtang.
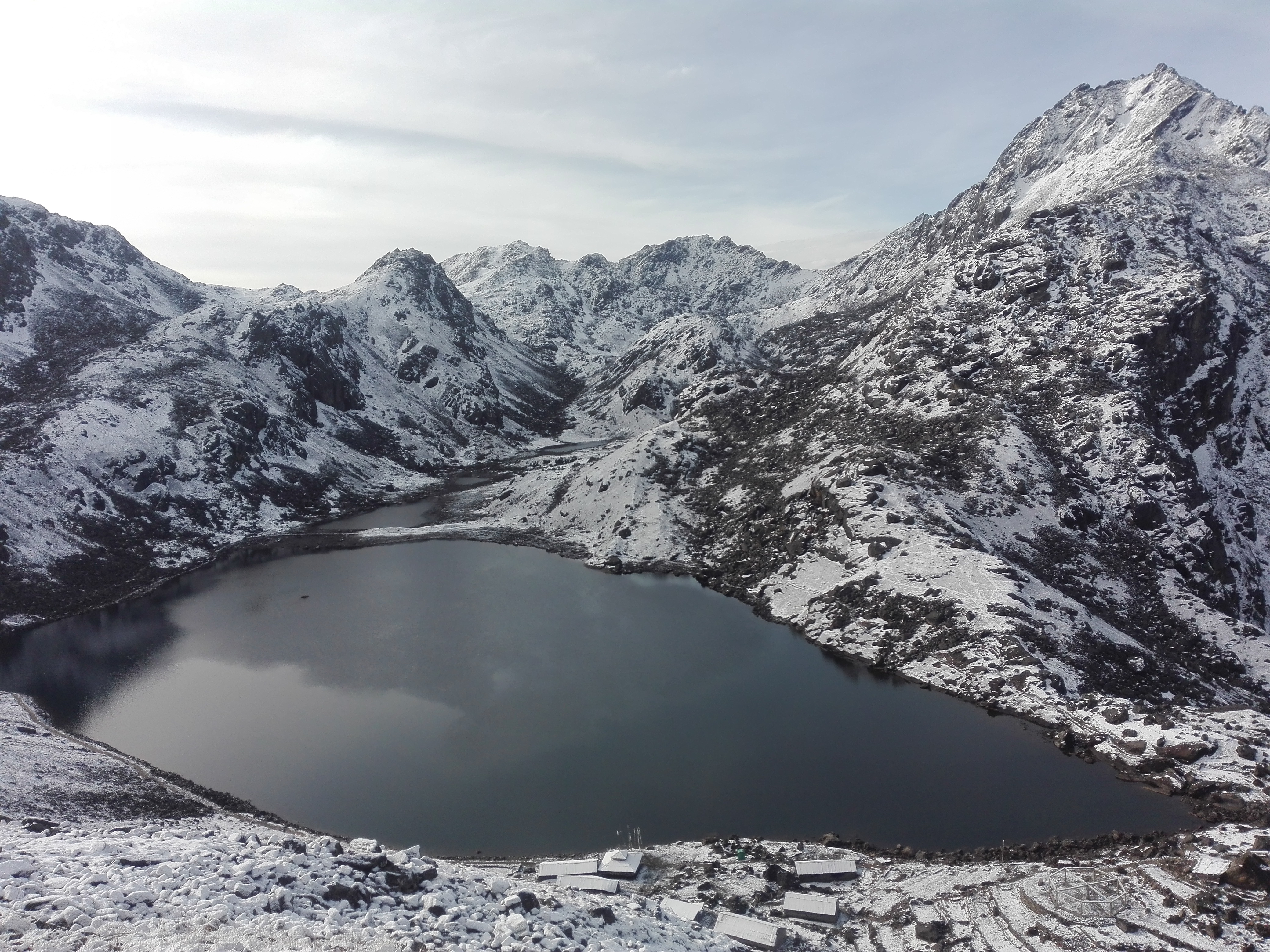
Lago Gosaikunda congelado no inverno.